# Фельдман, Сьюзи
Суса́нна «Сью́зи» Фе́льдман (англ. Sussanah «Susie» Feldman), в девичестве — Спраг (англ. Sprague; 7 июня 1982, Сан-Бернардино, Калифорния, США) — американская актриса и телевизионная персона.

## Биография
Сусанна Спраг родилась 7 июня 1982 года в Сан-Бернардино (штат Калифорния, США) в семье Скотта Спрага и Сью Эгбертс, которые развелись в 1984 году. После развода родителей она осталась жить с отцом, они жили в Северной и Южной Калифорнии, на Гавайях и в Испании. Позже её отец был убит.
Сьюзи прославилась как участница многих реалити-шоу 2000-х годов, включая «Howard Stern» (2002), «The Surreal Life» (2003) и других. В 2008 году она сыграла роль Кэти в фильме «Террор внутри», а в 2009 году — Люси в «Лаки Фриц».
В 2002—2009 года Сьюзи замужем за актёром Кори Фельдманом (род.1971). У бывших супругов есть сын — Зен Скотт Фельдман (род.07.08.2004).